# Closer (Lacuna Coil)
Closer è un singolo del gruppo musicale italiano Lacuna Coil, pubblicato il 20 ottobre 2006 come terzo estratto dal quarto album in studio Karmacode.

## Scelta del brano
Originariamente scelto come secondo singolo poi sostituito da Enjoy the Silence, che ottenne maggior successo durante le esibizioni live, e riproposto come singolo finale.
Il gruppo stesso ha ammesso a più interviste di non amare particolarmente il brano per i suoni troppo simili a quelli dei precedenti album.

## Messa in commercio
Il brano è stato pubblicato a partire dal 16 ottobre per il Regno Unito, il 18 per la Finlandia, il 20 per l'Italia e il 27 per la Germania. La versione radiofonica del brano, curata da Brian Malouf, già adattatore di brani per i Queen, Madonna e Pink (cantante), è stata pubblicata il 20 ottobre.

## Videoclip
Zach Merck e Nathan Cox alias Fort Awesome hanno realizzato il videoclip per questo brano insieme a quello per Enjoy the Silence. Sia i registi che la band hanno mantenuto la massiama segretezza sul tema del video. Primo concept-video del gruppo non contiene un'esibizione come i precedenti videoclip.

## Tracce
Testi e musiche dei Lacuna Coil.
CD singolo
1. Closer (Exclusive Radio/Video Mix and Edit)
2. Closer (Exclusive Acoustic Version)

CD maxi-singolo (Germania, Regno Unito)
1. Closer (Album Version)
2. Closer (Exclusive Radio/Video Mix and Edit)
3. Closer (Exclusive Acoustic Version)
4. Our Truth (Live)
5. Heaven's A Lie (Live)
6. Closer (Video)

7"
1. Closer (Exclusive Radio/Video Mix and Edit)
2. Closer (Exclusive Acoustic Version)

## Classifiche
Il brano ha debuttato alla numero 5 della Top 40 Rock Singles sulla BBC.
| Classifica (2006) | Posizione massima |
| ----------------- | ----------------- |
| Italia            | 50                |